# Костейн, Томас Бертрам
Томас Бертрам Костейн (англ. Thomas Bertram Costain, 8 мая 1885, Брантфорд провинция Онтарио Канада — 8 октября 1965, Нью-Йорк) — американский писатель канадского происхождения, журналист, мастер исторического жанра.

## Биография
После окончания школы, поступил в Brantford Collegiate Institute. С 1902 г. — репортер газеты Brantford Courier.
Затем сотрудничал в ведущих канадских, а затем американских еженедельниках и журналах, посвящённых литературе.
Был штатным сотрудником, а с 1917 г., редактором, основанного в Торонто журнала «Маклин» (англ. «Maclean’s»), а также редактором беллетристики в нью-йоркской «Saturday Evening Post».
В 1920 году он переехал и стал гражданином США. С 1934 по 1942 год сотрудничал с литературным отделом студии 20th Century Fox. В 1939—1946 г. работал редактором американской издательской компании «Doubleday».
Т. Костейн умер в 1965 году в своем доме в Нью-Йорке от сердечного приступа в возрасте 80 лет.

## Творчество
Ещё учась в школе, Костейн написал четыре романа (один из которых был посвящён принцу Оранскому), не имевших успеха у читателей.
Первый успешный роман Т. Костейна «For My Great Folly» вышел в 1942 году, стал бестселлером, и с тех пор он полностью посвятил себя литературной деятельности, занялся историческим исследованиям, начав с серии романов об истории Англии XVIII века. Т. Костейн написал около двадцати романов, изданных в США, которые переведены на многие языки, в том числе на русский. Особый интерес писателя вызывала эпоха утверждения христианства в Европе и период развала Великой Римской империи.
Произведения Томаса Б. Костэйна представляют собой смесь коммерческой истории («Белый и Золотой», «История Новой Франции до 1720») и беллетристики, основыванной на реальных исторических событиях.
Самые известные произведения Т. Костейна «Чёрная роза», «Королевский казначей», «Блистательный путь» и, особенно, «Серебряная чаша» (1952), которую литературоведы сравнивали со знаменитым романом «Камо грядеши?» («Qua Vadis?») Г. Сенкевича. Этот роман, посвящённый античной истории и зарождению христианства, стал бестселлером и был экранизирован на студии Warner Bros.
В фильме «Серебряная чаша», поставленном Виктором Сэвиллом в 1954 году, снимались актеры Вирджиния Мейо, Джек Пэланс, Пьер Анджели и Пол Ньюмен. Книгу переводили на разные языки, она выдержала несколько десятков изданий во Франции, Англии, США, Канаде, Бельгии, Испании и Италии, а в 1994 году роман впервые опубликован был в России издательством «Терра».

## Избранная библиография
- Наследники Великой Королевы, или Прихоть ценою в жизнь (For My Great Folly, 1942)
- Поезжай со мной (1944)
- Чёрная роза (1945)
- Королевский казначей (1947)
- Высокие башни (1949)
- Сын сотни королей (1950)
- Серебряная чаша (1952)
- Тонтина (The Tontine, 1955)
- Непочетное место (Below the Salt, 1957)
- Аттила (1959, другое название — «Гунны», авторское название — «Ночь и заря»)
- Наполеон. Последняя любовь

Четыре произведения Костейна были экранизированы, в том числе, «Чёрная роза» (1950), где в главной роли снялся актёр Тайрон Пауэр, «Son of a Hundred Kings» (1950), костюмный пеплум «Серебряная чаша» (1952), в котором дебютировал Пол Ньюмен и «The Chord of Steel» (1960).

## Семья
В браке с Идой Рандолф Спрагдже имел двух детей. Дочь Молли Костейн Хэйкрафт также стала писательницей.